# Pyrinia prusiasaria
Pyrinia prusiasaria är en fjärilsart som beskrevs av Walker 1860. Pyrinia prusiasaria ingår i släktet Pyrinia och familjen mätare. Inga underarter finns listade.